# Jorge Machold
Jorge Machold (* 6. August 1940 in Chemnitz; † 16. November 2015 in Berlin) war ein deutscher Künstler, der vor allem als Bildhauer bekannt wurde. Seine Plastiken, Reliefs und Materialbilder aus Metall, Holz und Stein sind wie seine Zeichnungen und Prägedrucke mehrheitlich abstrakt geprägt.

## Leben
Jorge Machold wurde 1940 im sächsischen Chemnitz geboren und verlebte dort seine Kindheit, bis die Familie 1953 nach Kempten (Allgäu) übersiedelte. Nach einer Formerlehre absolvierte er ein technisches Studium und arbeitete als Konstrukteur. Zunächst gehörte seine gesamte Freizeit der Jazzmusik, die ihn 1958 als Schlagzeuger in verschiedenen Bands auf die Bühnen des Landes führte. Mit seinem Umzug nach Frankfurt am Main im Jahr 1959 begann er zu zeichnen und erste Ölbilder zu malen.
Ein Jahr nach der Heirat mit Heike Steen wurde West-Berlin 1964 zu Macholds lebenslanger Wahlheimat. Dort entdeckte er das Aquarellieren, die Arbeit mit Pastellkreide und widmete sich der Druckgrafik. Als zwei Jahre später seine ersten Prägedrucke entstanden, gab er spontan seine Festanstellung als Konstrukteur auf, um sich uneingeschränkt der künstlerischen Arbeit zuwenden zu können.
Macholds Interesse erweiterte sich bald auf die dreidimensionale Kunst. Den Reliefbildern auf Leinwand folgten Materialbilder aus Edelstahl, Kupfer, Bronze und Blei, die in seinem Atelier in Berlin-Tempelhof entstanden, über das er seit 1972 verfügte. 1976 bezog er den Turm des ehemaligen Zeiss-Goerz-Werkes in der Rheinstraße in Berlin-Friedenau, den er sich als Werkstattraum und Atelier ausbaute. Dort entstanden seine großformatigen Materialbilder, auf denen er mit Stahl, Kupfer, Eisen und Blei experimentierte. Bei jeder Konstruktion wurde der Lichteinfall berücksichtigt, um zusätzlich wechselnde Farbmagien zu erzeugen. Durch den Zusatz von gelösten Metallen entstanden mal matte, mal schillernde Oberflächen. Macholds Materialbilder entwickelten sich zu Spezialanfertigungen wie deckenhohe Kaminverkleidungen, Türen oder Raumteiler. Diese Innenraumgestaltungen, anfangs vor allem für Privatkunden, führte er in Zusammenarbeit mit Architekten zu einer Synthese von Raum und Kunst. Es folgten öffentliche Aufträge für repräsentative Gestaltungen von Firmensitzen, Hotelanlagen und Einkaufszentren.
Ab 1977 entstanden Wasserplastiken in Edelstahl, bei denen die wechselnden Lichtwirkungen auf dem Metall durch das Naturelement Wasser zusätzlich verstärkt werden. Zu einem weiteren Hauptfeld seiner Bildhauerei wurden Plastiken aus Edelstahl, Cortenstahl, Granit, Marmor und gebranntem Holz, bei denen die Kombination von Material und Struktur sowie Farbe und Form kompositorische Bestandteile des Werkganzen sind. Ein wesentliches Kompositions- und Gestaltungsmerkmal ist dabei der Einsatz von Gegensätzen wie hell und dunkel, silber und schwarz, glatt und rau oder glänzend und matt. Dieses Prinzip trifft auch für die zahlreichen Plastiken aus Holz und Stahl oder Stahl und Stein zu, die in der zweiten Hälfte der 1980er Jahre zum Großteil in seinem Atelier in Niedersachsen entstanden.
Im Landkreis Lüchow-Dannenberg verfügte er parallel zum Berliner Atelier über einen zweiten Arbeits- und Lebensort. Das dazugehörige große Grundstück bot ausreichend Raum für die Entstehung von Großplastiken. Mehrere Aufträge für Kunst im öffentlichen Raum und Kunst am Bau konnte Machold dort ab 1992 ausführen. Die großzügige Freifläche am Haus entwickelte sich zu einem Skulpturengarten.
Ab 1973 war Jorge Machold auf internationalen Kunstmessen u. a. in Düsseldorf, Berlin, Köln und Basel vertreten. Neben kontinuierlichen Einzelausstellungen in unterschiedlichen Kunstgalerien stellte er 1991 u. a. im Landesmuseum für Kunst und Kulturgeschichte Oldenburg aus. 2008 zeigten die Kunstsammlungen Chemnitz eine Retrospektive seiner Arbeiten. Den Auftakt für diese Einzelausstellung in seiner Geburtsstadt bildete eine Großplastik aus schwarzem Granit und Edelstahl auf dem Theaterplatz vor dem Museumsgebäude. Zu dem umfangreichen Werkkonvolut, das sich als Schenkung des Künstlers in den Sammlungsbeständen des Museums Chemnitz befindet, gehört u. a. ein 1974 entstandener mehrteiliger Fries aus Edelstahl, Corten-Stahl, Blei, Kupfer und Segeltuch auf Holz.
Wiederholte Aufenthalte in Japan, wo Machold 1997 u. a. das Fude-(Pinsel)-Festival in Kumano besuchte und mit traditionellen Pinselmachern in Kontakt trat, gehörten wie andere Studienreisen, zum Beispiel 1970 nach Island, 1984 in die Sahara und ins Atlasgebirge im Nordwesten Afrikas, 1995 und 2001 in die USA, zu Macholds intensiver Beschäftigung mit fremden Kulturen und Kunstformen.
In den Jahren 2006 und 2013 intensivierte er neben der Arbeit an Plastiken noch einmal seine Beschäftigung mit dem Prägedruck, für den er eine spezielle Druckpresse konstruierte. Die Farbigkeit, die seine Materialbilder ausschließlich durch exakt bestimmte chemische Reaktionen erhielten, erzeugte er beim Prägedruck durch die auf die Platte aufgeriebene Farbe und deren Tonmodulationen vor dem Drucken. Die Verformung des angefeuchteten Papiers durch den Handpressendruck des Künstlers kann eine Tiefe bis zu fünf Millimeter erreichen.
Charakteristisch für das künstlerische Schaffen von Jorge Machold über fast fünf Jahrzehnte ist der stetige Wechsel zwischen Werkphasen, die sich auf Plastiken konzentrierten und jenen, in denen vorwiegend Arbeiten auf Papier entstanden. Die Materialbilder und Plastiken verfolgten mit minimalistischen Grundstrukturen und archaischen Darstellungsformen dieselbe Intention wie die Zeichnungen, Collagen und Prägedrucke.

## Einzelausstellungen (Auswahl)
- 1967 Berlin, Galerie biibobh
- 1968 Wien, modern art center
- 1969 Frankfurt am Main, Privatgalerie Dr. Hoheisel
- 1970 Frankfurt am Main, Privatgalerie Böckel und Siegel-Verlag
- 1970 Köln, Galerie Baukunst
- 1971 Amsterdam, Galerie Ina Boerse
- 1971 Berlin, Galerie Bassenge
- 1971 Köln, CDH-Haus
- 1972 Berlin, Galerie Gombert & Meyer
- 1972 Bonn, Deutscher Bundestag und Galerie Contra Club
- 1973 München, Penta Hotel
- 1974 Berlin, Galerie Nothelfer
- 1974 München, Galerie Heseler
- 1974 Willich, Galerie Löhrl
- 1974 Düsseldorf, Galerie Achenbach und Löhrl
- 1974 Frankfurt am Main, Dresdner Bank
- 1975 Berlin, Galerie Im Wintergarten
- 1975 Köln, Galerie Volker Wiegand
- 1975 Bielefeld, Galerie John-Herden
- 1975 Bad Zwischenahn, Galerie moderne
- 1976 München, Galerie Heseler
- 1977 München, Galerie Heseler
- 1978 Bad Zwischenahn, Galerie moderne
- 1979 Berlin, Galerie Nothelfer
- 1980 Düsseldorf, Galerie Mensendieck und Commerzbank
- 1981 Oldenburg, Galerie Die Form
- 1982 München, Galerie Heseler
- 1983 Oldenburg, Galerie Haarenufer
- 1984 Stuttgart, Galerie Götz
- 1985 Kronberg, Objektform
- 1985 München, Galerie Heseler
- 1987 Gfrees, Galerie Krüger
- 1989 München, Galerie Heseler
- 1991 Oldenburg, Landesmuseum
- 1996 Berlin, F + V
- 2000 Jameln, Kunsthalle
- 2003 Hannover, Galerie Schoen und Nalepa auf der Cebit
- 2008 Chemnitz, Kunstsammlungen
- 2008 Chemnitz, Galerie Weise
- 2012 Chemnitz, Galerie Weise
- 2013 Berlin, SNP Schlawien Partnerschaft

## Werke in öffentlichen Sammlungen
- Artothek des Neuen Berliner Kunstvereins
- Graphische Sammlung Albertina, Wien
- Kupferstichkabinett der Staatlichen Museen zu Berlin / Preußischer Kulturbesitz
- Berlinische Galerie, Landesmuseum für Moderne Kunst, Fotografie und Architektur
- Landesmuseum für Kunst und Kulturgeschichte Oldenburg
- Kunstsammlungen Chemnitz

## Werke im öffentlichen Raum
- Berlin (Sparkassenfilialen in Spandau und Mariendorf, Bürozentrum Mierendorffplatz, Berliner Hypotheken – und Pfandbriefbank)
- Braunschweig (Staatsanwaltschaft)
- Chemnitz (Kunstsammlungen)
- Frankfurt am Main (Krankenhaus der Bau-Berufsgenossenschaft)
- Hamburg (Vivo-Center)
- Karlsruhe (St. Vincentius Krankenhäuser)
- Koblenz (Löhr-Center)
- Marktheidenfeld (Raiffeisenbank Vorspessart)
- Neukirchen (Reha-Zentrum Urbachtal)
- Potsdam (Staatskanzlei; Seminaris SeeHotel)
- Ratingen (EBE)
- Semlin (Golfresort)